# Cayos Miskitos
Les Cayos Miskitos, ou Miskito Cays en anglais, sont un petit archipel du Nicaragua. Situé dans la mer des Caraïbes, il se compose de petites formations, dont des herbiers marins et des récifs coralliens qui abritent plusieurs espèces menacées, notamment des tortues marines. C'est une aire protégée au niveau national depuis 1991 et l'UNESCO l'a inscrit dans la liste des sites Ramsar en 2001.

## Étymologie
Les îles ont reçu leur nom à l'arrivée des Espagnols, au XVIe siècle. Leur petite taille et leur grand nombre leur auraient valu d'être comparées à un essaim de moustiques, d'où Cayos Mosquitos, « les cayes des moustiques ». Le nom Mosquitos, ou Miskitos, s'applique à d'autres éléments géographiques de la région, dont le río Coco ou son embouchure au cap Gracias a Dios, avant d'être attribué aux Mosquitos, les habitants du littoral (la côte des Mosquitos), dans la deuxième moitié du XVIIe siècle.

## Géographie
Les Cayos Miskitos sont situés dans la mer des Caraïbes, à une cinquantaine de kilomètres à l'est des côtes du Nicaragua. Ils se composent de 76 formations distinctes : îlots, cayes, récifs coralliens, etc. Seules 12 de ces formations sont suffisamment grandes pour accueillir une végétation persistante, dont la plus grande qui est simplement appelée Cayo Miskito ou bien Cayo Mayor (Big Cay en anglais).
Administrativement, l'archipel relève de la Région autonome de la Côte caraïbe nord depuis 1986 et la division du département de Zelaya.

## Faune
L'archipel abrite plusieurs espèces animales menacées ou en voie de disparition : la Tortue verte, la Tortue imbriquée, le Lamantin des Caraïbes, le Tucuxi et le Caïman à lunettes.

## Protection
Depuis 1991, l'archipel des Cayos Miskitos constitue l'une des 78 zones protégées du Nicaragua en tant que réserve biologique. Avec le littoral nicaraguayen proche, il est également protégé depuis 2001 par la convention de Ramsar et fait donc partie des neuf sites Ramsar du Nicaragua.